# Erasmus Widmann
Erasmus Widmann (Schwäbisch Hall, 15 de septiembre de 1572 - Rothenburg ob der Tauber, 31 de octubre de 1634) fue un compositor y organista alemán.
Widmann estudiò en Tubinga, y sus primeros empleos como músico fueron en Eisenerz (1595), Graz (1596) y Schwäbisch Hall. Desde 1602 fue maestro de capilla en la corte del conde Wolfgang de Hohenlohe-Weikersheim, hasta la muerte de este en 1610. A partir de allí fue cantor y organista en Rothenburg ob der Tauber.

## Obras
- Geistliche Psalmen und Lieder, 1604
- Erster Theil Neuer teutscher Gesänglein mit gantz neuen Possirigen und Kurtzweiligen Texten, 1606
- Die musikalische Kurzweil (1611), Verlag C. Hofius Ammerbuch, 2012,[2]
  - Die Gänse
  - Der Floh
  - Mäuselied
  - O Musica, liebliche Kunst
  - Vinum schenk ein
- Musicalischer Tugendtspiegel gantz neuer Gesäng (Daentz und Gaillarden), Rotenburg 1613
- Neuer Ritterlicher Auffzug vom Kampff und Streyt zwischen Concordia und Discordia, Augsburgo 1614/1620
- Musica Praecepta lationo-germanica pro schola Rotenburg-Tubarina brevissime constripta, Nuremberg 1615
- Gantz Neue Cantzon, Intraden, Balletten und Courranten, 1618
- Neue geistliche Teutsche und Lateinische Moteten 1619, u.a.:
  - X.: Gelobet sei der Herre, mein Hort (SSATTB)
  - XI.: Herr, was ist der Mensch (SSATTB)
  - XIII.: Der Herr behüte dich (SSATTB)
- Wohlauf, Ihr Gäste gut (um 1620)
- Balthasari Musculi Außerlesene Gesänglein 1622
  - Lasst uns den Herren preisen
- Musikalischer Studenten Muth, darinn gantz newe mit lustigen Texten belegte Gesänglein lieblich zu singen und uff allerley Instrumenten zu gebrauchen mit vier und fünff Stimmen componirt (Nuremberg 1622)
- Neue Musikalische Kurtzweill (1624)
- Libellus Antiphon. Hymn. & Responsoria continens, Rotenburg 1627
- Augusta Vindelicorum Gratiae, 1633
- Kommt her, Studenten frei
- Wer Lust und Lieb zur Musik hat
- Wohlauf, Soldatenblut
- Suite des dames (Instrumentaltänze zu 5 Stimmen)
- Zu Miltenberg am Maine, zu Würzburg an dem Steine
- Ein reicher Kaufmann in Welschland
- Jesu, in deine Wunden rot
- Jesu, meins Herzens Seufzen viel